# Masao Učino
Masao Učino (japonsko 内野 正雄), japonski nogometaš in trener, * 21. april 1934, Kanagava, Japonska, † pred letom 2013.
Za japonsko reprezentanco je odigral 18 uradnih tekem.